# Munk (groupe de musique)
Pour les articles homonymes, voir Munk.
Munk est un groupe de musique électronique composé de Mathias Modica (de) et Telonius.

## Discographie

### Albums
Albums du groupe, :
- Aperitivo (2004)
- Cloudbuster (2008)
- The Bird and the Beat (2011)
- Chanson 3000 (2014)
- The Bolero Bunuel EP (2016)

## Revue de presse
- "Brilliant!" (Mixmag / UK)
- "Essential album!" (Pitchfork)
- "Outstanding!" (Groove Magazine)
- "Addictive music!" (Fader)
- "the Wes Anderson of Electronic music" (Lodown Magazine)
- "The German James Murphy" (NME)